# Impero Maratha
L'Impero Maratha (Marathi: मराठा साम्राज्य Marāṭhā Sāmrājya; in italiano spesso "Mahratta") - o (in una certa fase storica) - Confederazione Maratha fu uno Stato induista dell'odierna India centrale, il cui nucleo fu il Maharashtra, attivo tra il 1674 (con l'incoronazione di Shivaji, che divenne così Chhatrapati) e il 1818, quando la disfatta del Peshwa Bajirao II ad opera della Compagnia britannica delle Indie orientali ne decretò la fine. Al suo apice l'impero si estendeva su un territorio vasto circa 1 milione di km².

## Storia
Il Regno Maratha fu fondato nel 1674 da un signore locale, Shivaji, che scelse Raigad come propria capitale. Shivaji morì nel 1680, lasciando in eredità un esteso e potente regno con alcune caratteristiche che lo fanno somigliare alquanto a una confederazione. L'invasione Moghul verso il Deccan portò a una lunga ma infruttuosa guerra durata 25 anni, che si dipanò tra il 1682 e il 1707.
Shahu, nipote di Shivaji, regnò come imperatore fino al 1749, avendo come Peshwa Baji Rao I. Durante il suo regno, Shahu nominò infatti un Peshwa (primo ministro) perché operasse da capo del governo, a lui comunque sottoposto.
Dopo la morte di Shahu, i Peshwa divennero però leader de facto dell'Impero Maratha dal 1749 fino al 1761. In questo periodo l'impero si espanse enormemente, annettendo le varie province moghul, coprendo gran parte del subcontinente, e tenendo testa nel XVIII secolo persino alle forze britanniche, fino a quando il dissenso tra i Peshwa e i loro sardar (comandanti dell'esercito) fece perdere alla struttura politica maratha la sua dinamica coesione.

## Confederazione maratha
La sconfitta occorsa in occasione della terza battaglia di Panipat nel 1761 sospese l'espansione dell'Impero maratha in India e ridusse drasticamente il potere di controllo dei Peshwa.
La reazione dei Maratha comunque non mancò e, per gestire in modo più efficace il loro grande impero, grazie a Madhavrao fu concessa una parziale autonomia ai più forti Sardar - gli Shinde (o Shindia) di Gwalior e Ujjain; i Gaekwad (o Gaikwar o Gaikwad) di Baroda; gli Holkar di Indore e Malwa; i Pant Pratinidhi; i Bhosale (o Bhonsle) di Nagpur; i paṇḍit di Bhor; i Mehere di Vidharbha; i Patwardhan e i Newalkar; i Puar di Dhar e Dewas - dettero così vita a una Confederazione, in cui naturalmente figuravano i Peshwa di Pune.
La rivalità tra Sindhia e Holkar dominò la Confederazione nei primi anni del XIX secolo, che si accompagnò agli scontri armati con la rampante Compagnia britannica delle Indie orientali e alle tre guerre anglo-maratha, la prima delle quali scoppiò a seguito delle pesanti interferenze della Compagnia nelle complesse dinamiche successorie dei Peshwa di Pune e che si concluse con la vittoria dei Maratha.
La Compagnia si rifece nella seconda e nella terza guerra anglo-maratha, nell'ultima delle quali l'ultimo Peshwa, Bajirao II, venne sconfitto dai britannici nel 1818. La maggior parte dell'Impero Maratha fu pertanto assorbito dall'India britannica, anche se alcuni degli Stati maratha continuarono ad esistere con uno status di semi-indipendenza all'interno dell'India, fino all'indipendenza del 1947.
Una larga parte dell'Impero Maratha era costiero, grazie alla potenza espressa dalla Marina maratha, che operò sotto la guida di comandanti quali Kanhoji Angre, che riuscì a tenere a bada i portoghesi e i britannici.

## Governatori, amministratori e generali dei Maratha

Impero Maratha nel 1765 (giallo)

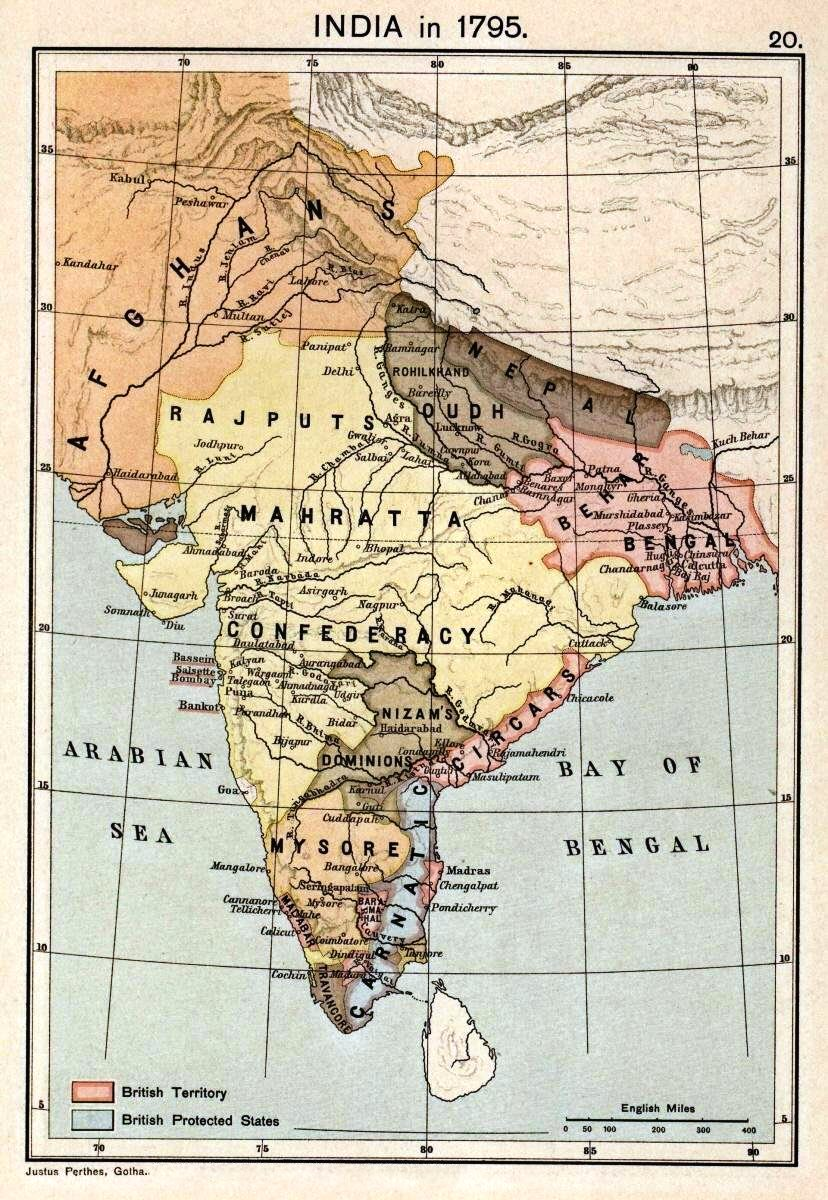
Impero Maratha nel 1794 (giallo)

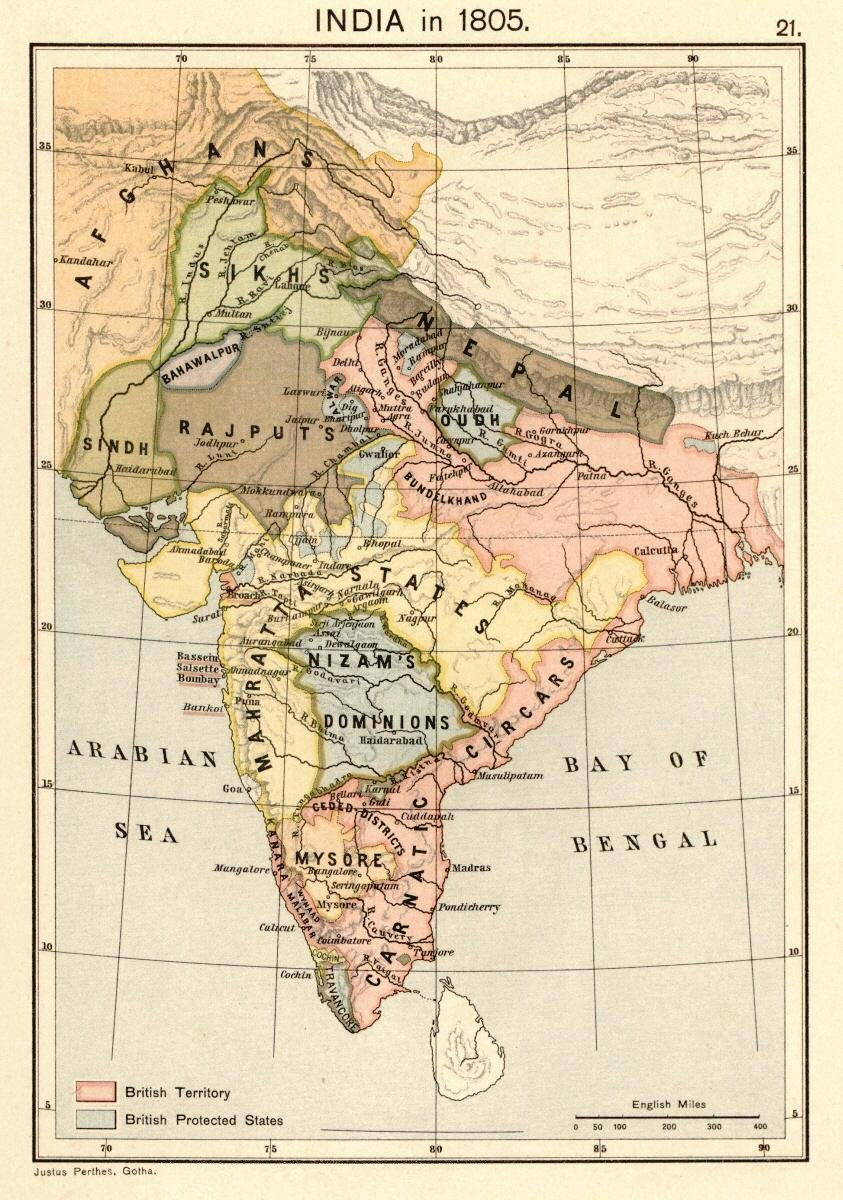
Impero Maratha nel 1805

### Case reali
- Shivaji (1630-1680)
- Sambhaji (1657-1689)
- Rajaram Chhatrapati (1670-1700)

Satara:
- Shahu I (regno: 1708-1749 ) (alias Shivaji II, figlio di Sambhaji)
- Ramaraja II (nominalmente, nipote di Rajaram e della regina Tarabai) (regno: 1749-1777)
- Shahu II (regno:1777-1808)
- Pratap Singh (regno: 1808-1839) - firmò un trattato con la Compagnia delle Indie Orientali cedendo parte della sovranità del suo regno

Kolhapur:
- Tarabai (1675-1761) (moglie di Rajaram) nel nome di suo figlio Shivaji II
- Shivaji II (1700-1714)
- Sambhaji II (1714 to 1760)
- Shivaji III (1760-1812) (adottato dalla famiglia di Khanwilkar)

### Peshwa
- Moropant Trimbak Pingle (1657-1683)
- Nilakanth Moreshvar Pingale (1683-1689)
- Ramchandra Pant Amatya (1689-1708)
- Bahiroji Pingale (1708-1711)
- Parshuram Trimbak Kulkarni (1711-1713)

#### Peshwa dalla famiglia Bhat
- Balaji Vishwanath (1713-1720)
- Bajirao (1720-1740)
- Balaji Bajirao (4 Jul 1740 - 23 Jun 1761) (b. 8 Dec 1721, d. 23 Jun 1761)
- Madhavrao Peshwa (1761 - 18 Nov 1772) (b. 16 Feb 1745, d. 18 Nov 1772)
- Narayanrao Bajirao (13 Dec 1772 - 30 Aug 1773) (b. 10 Aug 1755, d. 30 Aug 1773)
- Raghunathrao (5 Dec 1773 - 1774) (b. 18 Aug 1734, d. 11 Dec 1783)
- Sawai Madhava Rao II Narayan (1774 - 27 Oct 1795) (b. 18 Apr 1774, d. 27 Oct 1795)
- Baji Rao II (6 Dec 1796 - 3 Jun 1818) (d. 28 Jan 1851)

### Case della confederazione Maratha
- Holkar di Indore
- Scindia di Gwalior
- Gaikwad di Baroda
- Bhonsale di Nagpur
- Puars di Dewas e Dhar
- Patwardhan
- Bhoite Saranjam di Jalgaon, Aradgaon
- Newalkar di Jhansi
- Vinchurkar